# Рабинович, Любовь Семёновна
Любо́вь Семёновна Рабино́вич (1907, Либава — 2001, Москва) — советский живописец.

## Биография
В 1930 году окончила Институт пролетарских изобразительных искусств, (ВХУТЕИН) отделение монументального искусства. В 1936 году Институт живописи, скульптуры и архитектуры (Всероссийская Академия художеств), факультет монументальной и строительной живописи. Училась у А. Савинова, А. Карева, А. Рылова, К. Петрова-Водкина.
С 1925 года участвует в выставках. с 1939 года является членом Саратовского Союза советских художников, с 1943 — членом МОССХ.
Совершила творческие поездки в Сталинград(1950 годы), Омскую область(целинные земли)(1950 годы), на Братскую ГЭС(1958 год), в Новосибирск (Академгородок), Беломорск, Дубну, Армению, Болгарию, Италию, Югославию, Японию.
Основные произведения: «Первая свадьба на целине»(1959 год), «Студентка(Трудные тридцатые)»(1963 год), «Красные пришли. Двадцатый год»(1969 год).
Имеет грамоты и дипломы СХ СССР, СХ РСФСР и другие.
Награждена медалями СССР.
Работы находятся в государственных и частных коллекциях России, Казахстана, Франции, Бельгии и США.

## Выставки
- Персональная выставка «Л. С. Рабинович», Выставочный зал МОСХ на Беговой, Москва 1986 год
- Персональная выставка в ЦДХ, Москва 1991 год
- «Любовь Рабинович, Галина Соловьева и Борис Попов» ЦДХ, Москва 1993 год

## Групповые выставки
- «Весенняя выставка». Московский дом художника 1947
- «Великие стройки коммунизма и Москва социалистическая», Москва 1952
- «выставка работ Московских художников, выполненных в поездках на целинные и залежные земли», Москва 1954
- «Couleurs Russes», Drouot Richelieu, Париж 1991

## Работы находятся в собраниях
- Государственная Третьяковская галерея, Москва
- Саратовский художественный музей имени А. Н. Радищева
- Государственный музей изящных искусств Казахской ССР
- Художественный музей города Целинограда
- Художественный музей города Бугульмы
- Художественный музей города Воронежа

## Печатные издания
- «Этюды, картины с целины. Работы художников весной и летом 1954 года», изд-во «Советский художник», Москва, 1955 г.
- «Любовь Рабинович. Живопись, графика, скульптура», Москва, «Советский художник», 1984 г.
- Каталог-буклет «Московские художники. Л. С. Рабинович», Москва, «Советский художник», 1989 г.
- Каталог аукциона Drouot Richelieu, «Couleurs Russes», Париж, 1991, г.
- «Человеческое измерение социалистического реализма. 35 произведений советских художников», GANYMED publishers, 2009 г.